# 臨城事件
臨城事件（りんじょうじけん）は、1923年、津浦線の急行列車を土匪が襲撃し、国際上、問題となった事件である。
1923年5月5日深夜、浦口を発し北上した急行列車が山東省南部の臨城駅(現在の棗荘西駅)に差し掛かったとき、孫美瑶という頭目の率いる土匪約2000人に襲撃され、乗客は残らず掠奪を被ったうえ、多くの外国人・中国人が人質として山寨に拉致された。そのなかには英米人男女がかなり含まれていたため、国際的に大きな問題となった。この土匪は列車襲撃の前、政府の討伐軍に包囲されていて、それを解かせる目的でこの挙に出たものだった。政府は事件の紛糾をおそれ、3個旅団15000の兵を派してさらに土匪を包囲し、人質奪還の交渉を行ったが容易に埒があかず、かくて時を経ては外国人の生命に危険があるため、やむなく土匪を招撫することになった。6月12日、外国人捕虜は全員帰還することができ、土匪は軍隊に改編され孫美瑶は一躍その旅長となったが、まもなく殺害され、一味は再びもとの土匪に戻った。
この事件はとりわけ英米を激怒させ、武力干渉論や中国鉄道列国共同警備案が提唱された。
在北京外交団は5月7日、政府に警告を発し、のち、数回抗議を提出した。8月、1損害賠償、2将来の保障（外国人監督下に鉄道警備）、3責任者の処罰の3要求を提出した。鉄道警備に関しては政府は外交団の要求を拒絶した。8月、自発的に鉄道警局条令（2旅団の兵力と年額70万元）を発布した。賠償問題に関しては1924年4月、外交団提出案363301元42仙を1926年賠償して解決した。